# フランシス・シーモア (第5代サマセット公爵)
第5代サマセット公爵フランシス・シーモア（英語: Francis Seymour, 5th Duke of Somerset、1658年1月17日 – 1678年4月20日）は、イングランド王国の貴族。1665年から1675年までトローブリッジのシーモア男爵の称号を使用した。

## 生涯
第2代トローブリッジのシーモア男爵チャールズ・シーモアとエリザベス・アリントン（初代アリントン男爵ウィリアム・アリントンの娘）の長男として、1658年1月17日に生まれた。
1665年に父が死去するとトローブリッジのシーモア男爵を継承した。1675年4月29日に祖父の甥にあたる第4代サマセット公爵ジョン・シーモアが死去すると、サマセット公爵を継承した。
1678年4月20日、イタリア旅行中にフランス人の友人とともにレーリチの教会を訪れたとき、ボッティ家（Botti）の女性に無礼を働いたため、その1人の夫であるホラティオ・ボッティ（Horatio Botti）に射殺された。母方の親族であるヒルドブランド・アリントン（後の第5代アリントン男爵）はすぐにジェノヴァ共和国政府に抗議し、ホラティオ・ボッティは逃亡を試みた末絞首刑に処された。
生涯未婚だったため、爵位は弟チャールズが継承した。

## 関連図書
- McNeill, Ronald John (1911). "Somerset, Earls and Dukes of" . In Chisholm, Hugh (ed.). Encyclopædia Britannica (英語). Vol. 25 (11th ed.). Cambridge University Press. pp. 385–386.

| イングランドの爵位        | イングランドの爵位                           | イングランドの爵位        |
| ------------------------- | -------------------------------------------- | ------------------------- |
| 先代 ジョン・シーモア     | サマセット公爵 1675年 – 1678年               | 次代 チャールズ・シーモア |
| 先代 チャールズ・シーモア | トローブリッジのシーモア男爵 1665年 – 1678年 | 次代 チャールズ・シーモア |